# Río Mizque
El río Mizque es un afluente izquierdo del río Grande en el centro de Bolivia.

## Curso del río
El río Mizque comienza en la confluencia de los dos ríos Wila Wila y Cueva Pampa cerca del pueblo de Vila Vila en el borde suroeste de la Cordillera Oriental boliviana a una altitud de 2512 m s. n. m. A partir de ahí, el río Mizque fluye primero en dirección sureste, luego en dirección noreste y luego en dirección sureste y desemboca en 291 km en el río Grande en el "triángulo fronterizo" de los tres departamentos de Cochabamba, Chuquisaca y Santa Cruz.
El río discurre por el municipio de Vila Vila y el municipio de Mizque en la provincia de Mizque, así como por los municipios de Aiquile, Omereque y Pasorapa en la provincia de Campero en su curso en el departamento de Cochabamba. En el último tramo también forma el límite con los municipios de Moro Moro, el Vallegrande y Pucará en la provincia Vallegrande del departamento de Santa Cruz.
El río Mizque no es navegable en toda su extensión y está sujeto a importantes fluctuaciones de agua según la estación del año.

## Afluentes
Entre los afluentes del río Mizque se encuentran:
- Río Comarapa[1] (izquierda)